# Lorenzo De Mari

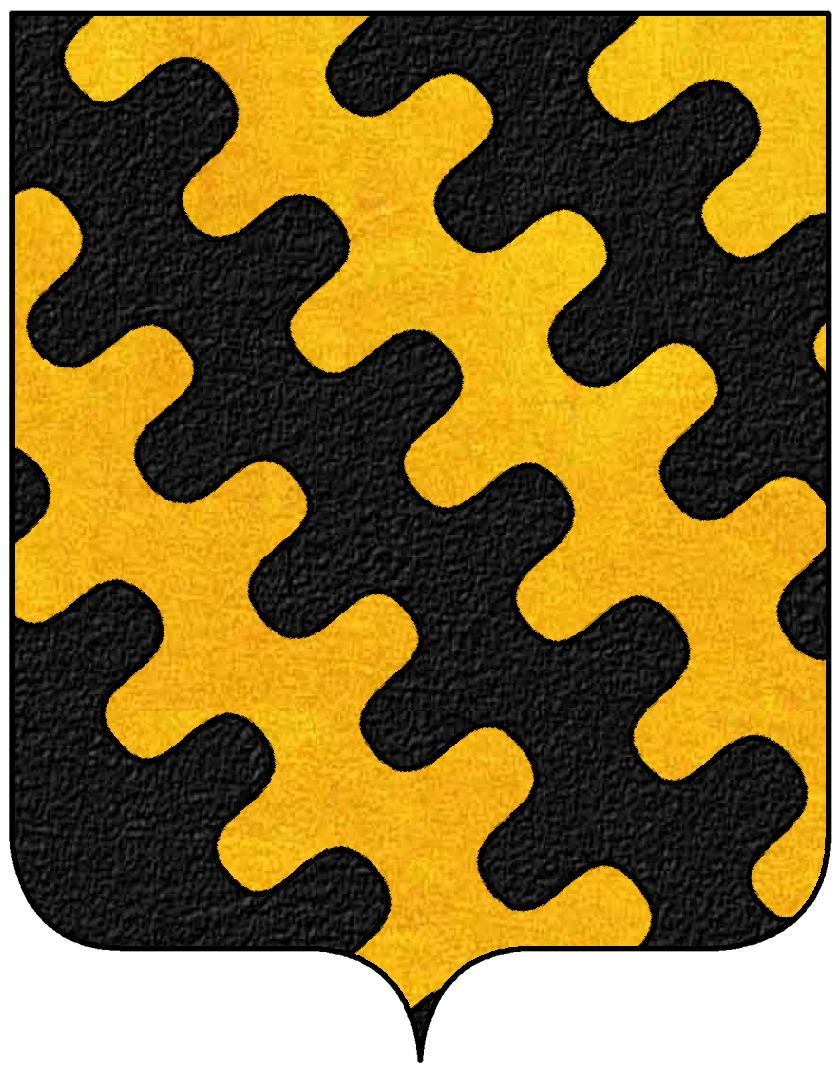
Wappen der Familie De Mari

Lorenzo De Mari (getauft 17. Juli 1685 in Genua; † 16. Februar 1772 ebenda) war von 1744 bis 1746 der 157. Doge der Republik Genua.

## Herkunft
Geboren wurde Lorenzo 1685 in Genua als Sohn von Niccolò De Mari und Violentina Gauli. Die Familie De Mari spielte seit dem Beginn des 12. Jahrhunderts eine wichtige Rolle im politischen und Geschäftsleben der Republik Genua. Im 17. Jahrhundert im Bankgeschäft tätig, besaßen sie mehrere Lehen in Süditalien und Korsika. Sein Großvater Stefano war von 1663 bis 1665, seine Onkel Girolamo von 1699 bis 1701 und Domenico Maria von 1707 bis 1709 Doge.
Lorenzo wurde in einer von den Barnabiten geleiteten Schule erzogen. Er veröffentlichte anlässlich der Krönung seines Onkels Domenico Maria zum Dogen eine Sammlung von Sonetten. 1737 wurde in Venedig eine Sonettsammlung veröffentlicht, die seine Liebe zu einer Adligen besang.

## Politik
Lorenzo wurde 1713 außerordentlicher Richter (magistrato straordinario) und 1715 wiedergewählt. 1716 wurde er Mitglied der conservatori di mare einem Gericht zuständig für maritime Angelegenheiten. Danach findet er sich für über zehn Jahre nicht mehr in den genuesischen Quellen. Er war mehrfach Protektor der Bank von San Giorgio (protettore delle Compere di S. Giorgio), von 1731 bis 1736 sindicatore supremo, 1736 bis 1744 staatlicher Inquisitor (inquisitore di Stato) und 1741 sindicatore per la Riviera di Ponente. Von 1732 bis 1733 war er Sondergesandter in Mailand.
Seine Amtszeit als Doge von 2. Februar 1744 bis 2. Februar 1746 war bestimmt vom Österreichischen Erbfolgekrieg. Im September 1743 schlossen Großbritannien, Österreich und Sardinien den Vertrag von Worms, der Sardinien die seit 1708 in genuesischem Besitz befindliche Markgrafschaft Finale zusicherte. In Norditalien waren die französischen und spanischen Truppen in den Jahren 1744 und 1745 erfolgreich gegen die österreichisch-sardische Allianz. Nach langem Zögern verbündete sich Genua im Mai 1745 mit Frankreich und Spanien im Vertrag von Aranjuez. 1746 gewann das österreichisch-sardische Heer die Oberhand in Norditalien. Genua wurde im September 1746 besetzt.
Nach dem Ende seiner Amtszeit wurde De Mari, der für seine guten Beziehungen zur Kirche bekannt war, mit der Eintreibung einer 25-prozentigen Sondersteuer auf den Kirchenbesitz zur Finanzierung der Kriegskosten betraut. Nachdem im Frieden von Aachen (1748), Genua wieder in den Besitz aller verlorenen Territorien kam, wurde Lorenzo mit der Wiederherstellungen der Festungen und der Überwachung der Grenzsicherung betraut.
Lorenzo war nicht verheiratet. Er starb am 16. Februar 1772 und wurde in der Kirche Santa Maria di Sanità bestattet.